# Tu es mon bonheur
Pour plus de détails, voir Fiche technique et Distribution.
Tu es mon bonheur (Du bist mein Glück) est un film dramatique, musical et romantique allemand réalisé par Karlheinz Martin et sorti en 1936.

## Fiche technique
- Titre français : Tu es mon bonheur[1]
- Titre original allemand : Du bist mein Glück[2]
- Réalisation : Karlheinz Martin
- Scénario : Lotte Neumann, Walter Wassermann
- Photographie : Franz Koch
- Montage : Elisabeth Kleinert-Neumann
- Musique : Giuseppe Becce
- Décors : Max Seefelder, Josef Franz Strobl
- Société de production : Bavaria Film (Munich)
- Pays de production :  Reich allemand
- Langue originale : allemand
- Format : noir et blanc - 1,37:1 - Son mono - 35 mm
- Genre : film dramatique, musical et romantique
- Durée : 90 minutes
- Dates de sortie : 
  - Troisième Reich : 7 octobre 1936 (Stuttgart) ; 27 octobre 1936 (Berlin)
  - Belgique : 20 novembre 1936
  - France : 28 avril 1939

## Distribution
- Beniamino Gigli : Mario Monti
- Isa Miranda : Mary Hofer & Bianca Monti
- Josef Sieber : Carlo Scarpa alias Franz Miller
- Gustav Waldau : Griesebach, le vieux maître
- Joe Stöckel : Penzinger, portier de théâtre
- Eric Helgar : Kurt Hellwig, ténor
- Anni Markart : Nina - Marys Kollegin
- Hubert von Meyerinck : Dr. Hofreuter, avocat
- Maria Cornelius : chanteuse à l'opéra
- Ludwig Weber : chanteur à l'opéra
- Hildegard Ranczak : chanteuse à l'opéra
- Liesl Karlstadt :
- Elise Aulinger :
- Ursula Deinert :
- Annemarie Steinsieck :
- Ernst Fritz Fürbringer :
- Josef Eichheim :
- Philipp Veit :

## Production
Le film a été produit par Bavaria Film. Il a été tourné à Gênes et à Munich.